# 皮乌罗
皮乌罗（義大利語：Piuro），是意大利松德里奥省的一个市镇。总面积85平方公里，人口1974人，人口密度23.2人/平方公里（2009年）。国家统计（ISTAT）代码为014050。